# Арсанов, Хож-Ахмед Магомедович
Хож-Ахмед Магомедович Арсанов (род. 1971) — чеченский политический деятель. Глава администрации Грозного с 3 июня по 17 декабря 2003.

## Биография
Потомок почитаемого в Чечне шейха Дени Арсанова.
Работал председателем Комитета по делам молодёжи Чеченской Республики. В августе 2000 года был кандидатом на выборах депутата Государственной Думы Федерального Собрания Российской Федерации третьего созыва по чеченскому одномандатному избирательному округу № 31.
3 июня 2003 года был назначен мэром города Грозного. На момент назначения был самым молодым мэром Грозного. По мнению некоторых источников, назначение Арсанова было предвыборным ходом. Таким путём Ахмат Кадыров накануне президентских выборов в Чечне хотел заручиться поддержкой одной из самых влиятельных чеченских фамилий. Кроме того, клан Арсановых имеет сильные позиции в среде чеченской диаспоры в России.
В декабре 2003 года новым мэром города стал Мовсар Темирбаев, а Арсанов был назначен референтом президента Чечни и введён в состав его секретариата.
Арсанов является президентом благотворительного фонда «Духовное наследие шейха Дени Арсанова».